# Nussatellakegel
Der Nussatellakegel oder die Nussatella-Kegelschnecke (Conus nussatella) ist eine Schnecke aus der Familie der Kegelschnecken (Gattung Conus), die im Indopazifik verbreitet ist und kleine Schnecken frisst.

## Merkmale
Conus nussatella trägt ein mittelgroßes bis großes, mäßig festes Schneckenhaus, das bei ausgewachsenen Schnecken 4 bis 9,5 cm Länge erreicht. Der Körperumgang ist meist schmal zylindrisch, der Umriss gerade mit fast parallelen Seiten in den zwei Dritteln an der Schulter, zur Basis hin konvex bis gerade. Die Gehäusemündung ist an der Basis breiter als an der Schulter. Die Schulter ist fast gewinkelt bis undeutlich. Das Gewinde ist mittelhoch, sein Umriss leicht konvex bis kuppelförmig. Der Protoconch hat etwa 3 Umgänge und misst maximal 0,65 mm. Die ersten 6 bis 7 Umgänge des Teleoconchs tragen Tuberkeln. Die Nahtrampen des Teleoconchs sind fast flach mit 1 auf 4 bis 10 zunehmenden spiraligen Rillen. Der Körperumgang ist von der Basis bis zur Schulter mit feinen bis kräftigen, oft körnigen, spiralig verlaufenden Rippen überzogen, zwischen denen spiralig gestreifte Rillen verlaufen, manchmal mit einem körnigen spiraligen Faden.
Die Grundfarbe des Gehäuses ist weiß. Der Körperumgang hat spiralige Reihen kleiner orangefarbener bis dunkelbrauner Flecken und wechselnd orangefarbener, brauner oder violetter axialer Streifen und Flecken, die sich manchmal axial wie auch spiralig vereinigen. Die Umgänge des Protoconchs sind weiß. Die Nahtrampen der ersten Umgänge des Teleoconchs sind orange bis dunkelbraun gefleckt, die Außenränder mit braunen Flecken.
Das dünne, fast undurchsichtige, glatte bis raue Periostracum ist gelb bis braun.
Die Schnecke selbst ist im Indischen Ozean blassgelb bis zitronengelb. Das Rostrum hat eine schwarze Spitze. Der Sipho ist gelbbraun, dorsolateral mit braunen Querlinien, an der Spitze und weiter unten schwarz. In Papua-Neuguinea ist der Fuß weiß bis gelblich-beige, die Oberseite des Fußes dunkelgelb bis braun gefleckt, weniger jedoch im Mittelteil. Das Rostrum und die Fühler sind weiß bis blassgrau. Der Sipho ist an der Basis braun und hat im distalen Abschnitt weiße, braune, graue und schwarze Querbanden bis zur Spitze. Das Operculum ist im Roten Meer gelb und winzig, in Hansa Bay in Papua-Neuguinea dagegen recht lang.
Die mit einer Giftdrüse verbundenen Radula-Zähne sind kräftig und haben an der Spitze einen Widerhaken, auf der Gegenseite eine Schneide. Sie sind innen gesägt, endend in einem herausragenden Zacken neben der Mitteltaille. An der Basis sitzt ein kräftiger Sporn.

## Verbreitung und Lebensraum
Conus nussatella ist im Roten Meer und im gesamten Indopazifik verbreitet, so auch vor Australien (Northern Territory, Queensland, Western Australia). Er lebt in der Gezeitenzone und darunter bis in Meerestiefen von etwa 25 m auf Untergründen mit Sand und in Höhlen zwischen lebenden Korallen.

## Ernährung
Conus nussatella hat Giftzähne, die denen von Kegelschnecken wie Conus imperialis stark ähneln, die Feuerborstenwürmer und andere Vielborster fressen. So kann damit gerechnet werden, dass auch Conus nussatella Ringelwürmer frisst. Alfred R. Calabrese beobachtete 1971 allerdings, dass Conus nussatella kleine Schnecken frisst: Er fand am Strand von Hawaii (Mākaha) einen Conus nussatella beim Fressen einer Hufschnecke Hipponix conicus und verfütterte später mit Erfolg zwei Drupa granulata und einen Conus retifer an den Conus nussatella.